# Halifax (Massachusetts)
Halifax – miasto w Stanach Zjednoczonych, w stanie Massachusetts, w hrabstwie Plymouth.